# Oncicola
Genre
Oncicola est un genre d'acanthocéphales de la famille des Oligacanthorhynchidae. Ce sont des espèces qui, adultes, parasitent l'intestin des fissipèdes.

## Description et caractéristiques
Corps de taille moyenne, relativement court, replet, présentant son plus grand diamètre au niveau du quart antérieur du tronc. Proboscis globuleux, dont le plus grand diamètre est sensiblement égal à celui du cou, se rétractant « en bloc » dans le réceptacle sans s’invaginer, portant une papille sensorielle apicale volumineuse, armé de six spires de six crochets dont les premiers sont les plus gros et possèdent des racines bien développées, les derniers n’étant que des épines à racines rudimentaires, la morphologie des racines des autres crochets étant intermédiaire entre ces deux types. Cou court, souvent partiellement invaginé sur les spécimens en collection, portant deux papilles sensorielles symétriques latérales. Lemnisci longs et cylindriques, dépassant les trois quarts de la longueur du tronc.
Organes mâles pouvant occuper plus de la moitié postérieure du tronc. Testicules plus ou moins contigus, parfois se recouvrant partiellement, de forme sub-sphérique. Glandes cémentaires au nombre de huit, ovoïdes ou ellipsoïdes, les supérieures jouxtant le pôle inférieur du testicule postérieur, disposées souvent en paquet formant un amas compact dans lequel chaque glande est difficile à individualiser, contenant des noyaux géants sphéroïdaux. Protonéphridies présentes. Embryophores mûrs ellipsoïdes, à coque externe compacte et sculptée.

## Liste des espèces
Selon ITIS (30 janvier 2020) :
- Oncicola campanulata (Diesing, 1851)
- Oncicola canis (Kaupp, 1909)
- Oncicola chibigouzouensis Machado-Filho, 1963
- Oncicola confusa (Machado-Filho, 1950)
- Oncicola dimorpha Meyer, 1931
- Oncicola freitasi (Machado-Filho, 1950)
- Oncicola gigas Meyer, 1931
- Oncicola juxtatesticularis (Machado-Filho, 1950)
- Oncicola luehei (Travassos, 1917)
- Oncicola machadoi Schmidt, 1972
- Oncicola macrurae (Meyer, 1931)
- Oncicola magalhaesi Machado-Filho, 1962
- Oncicola malayana Toumanoff, 1947
- Oncicola martini Schmidt, 1977
- Oncicola michaelseni Meyer, 1932
- Oncicola micracantha Machado-Filho, 1949
- Oncicola oncicola (von Ihering, 1892)
- Oncicola paracampanulata Machado-Filho, 1963
- Oncicola pomatostomi (Johnston & Cleland, 1912)
- Oncicola schacheri Schmidt, 1972
- Oncicola sigmoides (Meyer, 1932)
- Oncicola spirula (Olfers & Rudolphi, 1819)
- Oncicola travassosi Witenberg, 1938
- Oncicola venezuelensis Marteau, 1977